# Amiodaron

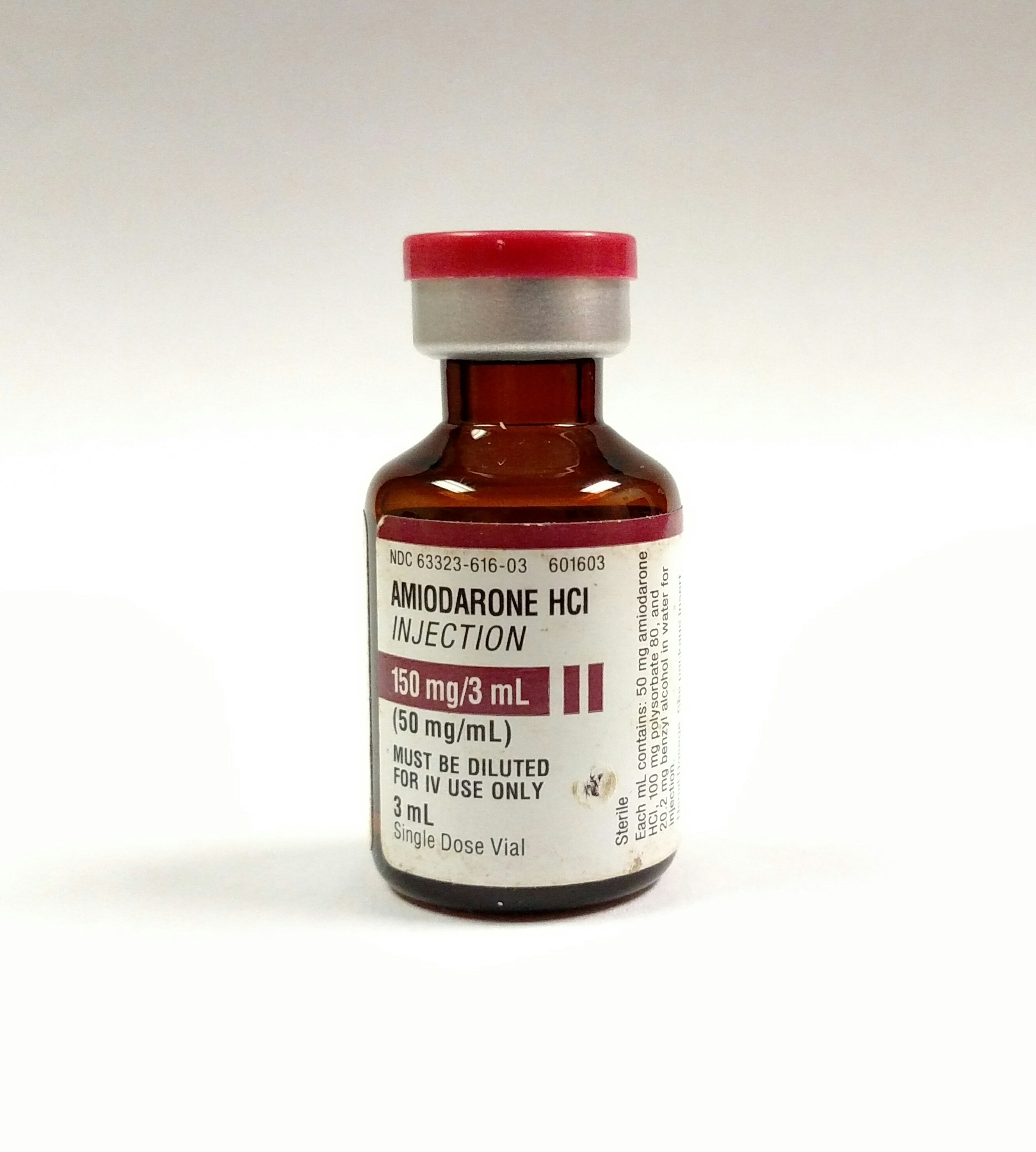
Fiolka preparatu zawierającego amiodaron

Amiodaron – organiczny związek chemiczny, lek zwiększający czas trwania potencjału błonowego. Należy do III grupy leków antyarytmicznych zgodnie z podziałem według Vaughana Williamsa.

## Właściwości
Lek działa na układ krążenia wielostronnie. Wydłuża czas trwania trzeciej fazy potencjału czynnościowego komórek przewodzących serca, zmniejszając wypływ jonów potasu z komórek.
Amiodaron wpływa również na przepływ wieńcowy rozszerzając naczynia wieńcowe i powoduje również zmniejszenie oporów naczyniowych na obwodzie, co odciąża pracę serca i może obniżać ciśnienie tętnicze.
Zmniejsza wrażliwość mięśnia sercowego na katecholaminy poprzez swoje działanie antagonistyczne w stosunku do receptorów α i β-adrenergicznych.
Lek nie ma wpływu na kurczliwość mięśnia sercowego: jako jedyny lek antyarytmiczny skuteczny w większości arytmii nadkomorowych i komorowych.
Wykazuje niewielkie ujemne działanie inotropowe.
Lek bardzo różnie się wchłania u różnych chorych, kumuluje się w organizmie i łatwo może zostać przedawkowany. Wymaga kontroli stężenia w surowicy krwi, szczególnie podczas ustalania dawki podtrzymującej po wysyceniu. Jego czas połowicznego rozpadu wynosi około 30 dni, a jego działanie może się utrzymywać nawet do 150 dni po odstawieniu leku.
Normalnym zjawiskiem jest pojawienie się zmian w elektrokardiogramie: zaburzeń załamka T, pojawienie się załamka U i wydłużenie odstępu Q-T.

## Zastosowanie
Jest skuteczny w niemiarowościach różnego pochodzenia:
- leczenie reanimacyjne migotania komór (VF) lub częstoskurczu komorowego (VT) bez tętna,
- częstoskurcz komorowy stabilny hemodynamicznie,
- inne oporne na leczenie postacie tachyarytmii.

Może być stosowany u chorych z chorobą wieńcową serca.

## Dawkowanie
Najczęściej przez pierwszy tydzień podaje się 200 mg trzy razy dziennie co 8 godzin (wysycanie), a potem dawka podtrzymująca wynosi od 200 do 400 mg na dobę.
W reanimacji według algorytmu do migotania komór i częstoskurczu komorowego bez tętna (VF/VT) stosuje się jednorazowo 300 mg i.v. w bolusie po trzeciej defibrylacji. Ponadto algorytm zaawansowanych zabiegów resuscytacyjnych zaleca stosowanie amiodaronu w przypadku:
- częstoskurczu komorowego z tętnem – dawka 300 mg,
- w przypadku kardiowersji rytmów niestabilnych – dawka 300 mg/24 godz.

## Interakcje
Amiodaron nie powinien być stosowany łącznie z warfaryną, prokainamidem, chinidyną, digoksyną i aprinidyną.

## Działania niepożądane
Amiodaron wykazuje szereg poważnych działań ubocznych, które mogą doprowadzić nawet do zgonu, w związku z czym należy podawać go w jak najmniejszych skutecznych dawkach, a stan pacjentów powinien być monitorowany. Do najczęstszych problemów należą: mikrozłogi w rogówce (znikają po odstawieniu leku), łagodne zaburzenia żołądkowo-jelitowe podczas podawania wstępnej dawki nasycającej leku, przemijające zwiększenie aktywności aminotransferaz w surowicy i nadwrażliwość na światło. Często występują: umiarkowana bradykardia, nadczynność bądź niedoczynność tarczycy (amiodaron ma budowę chemiczną zbliżoną do trójjodotyroniny i może zaburzać metabolizm tego hormonu), ostre zaburzenia czynności wątroby, drżenia, koszmary senne, zaburzenia snu, uszkodzenie tkanki płucnej i zapalenie płuc, ciemnoszare lub niebieskawe zabarwienie skóry.